# Thomas Carlsson
Thomas Carlsson (* 11. März 1971) ist ein ehemaliger schwedischer Eishockeyspieler, der unter anderem für den Södertälje SK und Västerås IK in der Elitserien aktiv war. In Deutschland spielte er zwei Jahre lang für den Iserlohner EC in der zweithöchsten Spielklasse.

## Karriere
Thomas Carlsson, der schon im Nachwuchs für den Södertälje SK (SSK) spielte, absolvierte in der Saison 1988/89 seine erste Partie für die Profimannschaft in der Elitserien. Nachdem er anschließend für ein Jahr zum Zweitligisten IK Tälje geschickt worden war, entwickelte sich der Verteidiger ab 1990 zum Stammspieler beim SSK. Nach dem Abstieg im Jahr 1992 und einer Saison in der Division 1 wechselte er mit Beginn der Spielzeit 1993/94 zurück in die Elitserien zum Västerås IK, für den er zwei Jahre lang aufs Eis ging. Im Jahr 1995 kehrte er zu seinem Heimatverein nach Södertälje zurück. Mit dem SSK stieg er in der Saison 1995/96 in die Elitserien auf.
Im Jahr 1997 entschied sich Carlsson zu einem Wechsel nach Deutschland. Er wurde vom Zweitligisten Iserlohner EC (IEC) verpflichtet, bei dem er erstmals in seiner Karriere auch als regelmäßiger Scorer in Erscheinung trat. An 90 Treffern war er als Torschütze oder Vorlagengeber beteiligt, damit lag er in der teaminternen Rangliste nur hinter Terry Campbell. Auch ligaweit war er mit Abstand der torgefährlichste Abwehrspieler. Nachdem er diese Werte in der Spielzeit 1998/99 nicht bestätigen konnte, wurde sein Vertrag beim IEC nach zwei Jahren nicht verlängert.
Carlssons verbrachte anschließend noch zwei Jahre bei den Vojens Lions in der höchsten dänischen Liga, bevor er seine Karriere beendete. Seit 2005 steht er als Scout in Diensten von Teams aus der National Hockey League. Bis 2011 war er für die St. Louis Blues tätig, von 2015 bis 2019 sichtete er Spieler für die Arizona Coyotes und seit 2019 übernimmt er dieselbe Aufgabe für die Detroit Red Wings.

### International
Carlsson wurde zwischen 1987 und 1991 regelmäßig für schwedische Nachwuchsnationalmannschaften nominiert. Mit der U18-Auswahl nahm er an der Europameisterschaft 1989 teil, mit dem U20-Team spielte er bei der Weltmeisterschaft 1991.

## Erfolge und Auszeichnungen
- 1996 Aufstieg in die Elitserien mit dem Södertälje SK

## Karrierestatistik

### International
Vertrat Schweden bei:
- U18-Junioren-Europameisterschaft 1989
- U20-Junioren-Weltmeisterschaft 1991

(Legende zur Spielerstatistik: Sp oder GP = absolvierte Spiele; T oder G = erzielte Tore; V oder A = erzielte Assists; Pkt oder Pts = erzielte Scorerpunkte; SM oder PIM = erhaltene Strafminuten; +/− = Plus/Minus-Bilanz; PP = erzielte Überzahltore; SH = erzielte Unterzahltore; GW = erzielte Siegtore; 1 Play-downs/Relegation; Kursiv: Statistik nicht vollständig)